# Kushtia
Kushtia este un oraș din Bangladesh.